# グリムグリモア
『グリムグリモア』 (GrimGrimoire) は、ヴァニラウェアが開発し日本一ソフトウェアより2007年4月12日に発売されたPlayStation 2用ゲームソフト。
内容はファンタジー世界を舞台としたリアルタイムストラテジー。キャラクター原案は神谷盛治、キャラクターデザインは前納浩一。作曲はテーマ曲が崎元仁、それ以外が金田充弘、岩田匡治、阿部公弘、上倉紀行。
初回限定版には崎元仁プロデュースのサウンドトラックCDが同梱された。
2022年7月28日にリマスター版となる『グリムグリモア OnceMore』がPlayStation 4/Nintendo Switch向けに発売。

## ストーリー
少女リレが魔法学校に入学してからわずか5日後、復活した魔王によって塔にいた全ての生命が死に絶え、突如5日前に遡ったリレだけがその難を逃れた。
繰り返される5日間を、リレは終わらせることができるのだろうか。

## キャラクター
担当声優は、オリジナル版 / リマスター版の順に表記。
リレ・ブラウ
声 - 大久保藍子 / 佐伯伊織
主人公。才能を認められ魔法学校に招かれた少女。家族のために、立派な魔法使いになると願っている。真面目で努力家。その行動力と判断で、様々な謎に立ち向かっていく。
バティド・バランタイン
声 - 山内悠椰 / 宮瀬尚也
魔法学校の先輩。シャルトリューズを師と仰いでいる。魔法よりも喧嘩が得意というが、使い魔を使った攻撃は強力。実は女ったらし。
ガンメル・ドラスク
声 - 上別府仁資 / 関輝雄
魔法学校の校長にして、伝説の魔法使い。精霊魔法の講師も務める。彼に師事する事は魔法使い達の憧れ。
ルジェ・ペシェ
声 - 長谷川知子 / 丸岡和佳奈
偉大な魔女であったが、最愛の弟子の裏切りによって殺され、以来塔を彷徨う亡霊となった。2007年に発売された『ソウルクレイドル 世界を喰らう者』にも登場。
アドヴォカート
声 - 大橋隆昌 / 手塚ヒロミチ
ガンメルとの契約により、黒魔術担当の教師をしている悪魔。普段は紳士的に振舞っているが、時にはその本性が垣間見えることも。
アマレット・ヴェルジネ
声 - 西沢広香 / 森嵜美穂
魔法学校の生徒。その儚げな微笑には、人間以外のものも魅了される。
ハイラム・グリーン
声 - 大里雅史 / 青木優太
魔法学校の先輩。優しい優等生。オパールネラの弟子で、彼女に思いを寄せている。師匠同士の確執もあって、バティドとは口論が絶えない。
シャルトリューズ・グランド
声 - 山本兼平 / 林和良
錬金術の教師。呪いでライオンの姿となった。呪いは愛の力で解けるらしいが、本人には呪いを解く気がない。良くも悪くも研究熱心で、他人に無関心。だが、なぜかアマレットに対してはだけは特別な表情を見せる。
オパールネラ・レイン
声 - 田中涼子 / 影山灯
交霊術の教師。シャルトリューズに想いを寄せているが、相手にされていない。魔法の力によって実際の年齢よりも若い姿をしている。
マルガリタ・フローズン
声 - 早崎千香子 / 花井美春
魔法学校の生徒。リレの最初の友達。マイペースでのんきな性格。
ガフ
声 - 大垣理香（オリジナル版）
リレの世話役になったエルフ。掃除好きだが、夢中になりすぎてよく物を壊してしまう。
シャーリー
声 - かとうかおる（オリジナル版）
マルガリタの使い魔のカエル。
カルヴァドス
声 - 前田俊文 / 菊池通武
ガンメル、ルジェと共に作り出した「賢者の石」を独占したいがために、悪魔と契約し、世界を恐怖に陥れたかつての魔王。2人によって倒されたが、「賢者の石」をどこかに隠し、復活の機会をうかがっているという。
ギムレット
声 - 上別府仁資（オリジナル版）
かつてカルヴァドスと契約した凶悪な悪魔。現在は封印されているが、復活の兆しを見せている。契約が終了したカルヴァドスの魂を食らうことを望みとしている。
大半のキャラクター名はリキュールやカクテルの名前から取られている。

## システム

### シナリオ
メインシナリオである「ダイアリー」は会話イベント→プラクティス（戦闘）→会話イベント→セーブ画面の流れで進む。一度見たイベント、プラクティスはいつでも選択することが可能。メインシナリオとは別に、「フリートライ」というプラクティスのみのチャレンジモードもあり、メインシナリオの進行に合わせてチャレンジできるシナリオが増えていく。フリートライでは使える魔法があらかじめ決められており、ストーリーでは手に入れていない魔法を使用できる場合もある。
戦闘フェーズでは難易度を「SWEET」、「EASY」、「NORMAL」から選択でき、ダイアリーとフリートライの全てのエピソードをNORMALでクリアすることで「HARD」を選択できるようになる。

### プラクティス
戦闘では自軍のユニットにリアルタイムで指示を出しながら進めていく。自陣の死守と敵勢力の撃破が基本的な勝利条件だが、一部では「20分間耐久」など防衛戦を展開するマップもある。
自軍の増強のためにはまず魔法陣を設置し、そこから使い魔を召喚する。召喚した使い魔に指示を与えクリスタルからマナを採取し、それを元に魔法陣の強化と使い魔の量産を進めていく。

#### 魔法陣・使い魔
魔法陣は使い魔の召喚と強化を行うものであり、全ての戦略の土台となる。精霊魔法、錬金術、黒魔術、交霊術の4系統にそれぞれ3種、合計12種の魔法陣がある。魔法陣にはレベルがあり、設置した直後はレベル1。マナを消費してレベルを最大5まで上げることにより、より強力な使い魔の召喚が可能になり、使い魔への補助効果も高まる。
使い魔には4系統以外にも「サブスタンス（実体）」または「アストラル（幽体）」というタイプがあり、「アストラルには攻撃できない」「サブスタンス相手には効果が薄い」など得手不得手がある。一部の使い魔は自分または他の使い魔のタイプをチェンジさせることができる。
精霊魔法
エルフやユニコーンなど、精霊の力を借りて超自然の力を行使する。攻撃力は高くないが、召喚コストが低いため使いやすく、小回りが利く。
摂理の体現者である彼らは、交霊術によって召喚された摂理に反する存在である霊魂に強い。しかし精霊さえも解読する錬金術は苦手としている。
錬金術
ホムンクルスやキメラなど、実験の果てに生み出された人工生命体を使役する。全体的に癖が強いが、型にはまれば非常に強力。
自然を解析してしまうことにより精霊と有利に戦うことができるが、魂を持たない人工生命は悪魔にとって操りやすいため、黒魔術に弱い。また、スキルなしではアストラルタイプに攻撃できないものが多い。
黒魔術
悪魔と契約し、デーモンやドラゴンなどを召喚する。攻防に優れ、戦略の主軸になりえる魔法。
仮初の命を生み出す錬金術に強いが、肉体を持たないために誘惑できない、霊魂たちを呼び出す交霊術を苦手としている。
交霊術
ゴーストやファントムなど、死者の魂に呼びかけて力を借りる。アストラルタイプが多く、使いこなすには熟練を要する。
快楽や苦痛を伴う肉体を離れ、研ぎ澄まされた精神を持つ霊魂は悪魔を呼ぶ黒魔術に強いが、自然の摂理に反する存在の彼らは精霊魔法に弱い。

#### マナ
魔力の素であるマナは魔法陣の設置、及びそのレベルアップ、使い魔の召喚など、自軍戦力を増強する際に必要不可欠となるもの。プラクティスの際には敵軍との戦闘と平行して、いかに効率よくマナを採取するか、そのマナを何のために用いるかについて腐心しなければならない。
マップにはクリスタルと呼ばれるマナの結晶が点在しており、このクリスタルの周囲に聖域を作ることによりマナの採取が可能になる。聖域にも魔法陣と同じ4系統が存在し、ある聖域からマナを取り出せるのはその系統に属する使い魔のみとなる。また敵軍が作った聖域からマナを採取することはできず、一度聖域を破壊してから改めて自軍の聖域を構築しなければならない。聖域の構築とマナの採取は、一部の限られた使い魔しか行うことは出来ない。
クリスタルのマナ貯蓄量には上限があり、採取しつくしてしまうとクリスタルは消滅、以後そこからはマナを採取できなくなる。一部のマップでは敵軍の物量に比較してマナの総量が少なめに設定されており、節約しながらの進軍が求められる。

## 開発

### PS2版
本作は『スタークラフト』を『ハリー・ポッター』ふうに作るという発想から制作された。ヴァニラウェア社長の神谷盛治は、『スタークラフト』のSF世界観やゲーム性は日本のプレイヤーには受け入れにくいと感じており、日本受けしやすいものとするため「魔法学校」「魔女っ子」をモチーフとし、『ハリー・ポッター』のテイストにすることも決められた。
当初は召喚魔法の開発を『マリーのアトリエ』のアイテム調合のようなアドベンチャーパートとする案があり、キャラクターデザインも同作品の桜瀬琥姫に依頼したが、資金難により実現しなかった。
音声・音楽の制作時には借金に頼ることとなり、サウンドを担当したベイシスケイプの協力で、PS2版でのみ使用可能という条件で費用を抑えて声優を起用できた。このため、後のリマスター版ではキャラクターボイスが一新されることになった。ベイシスケイプの社長である崎元仁は、神谷はここで業界から退場するべきではないとして多額の資金貸付も行った。
ストーリーは神谷による。神谷は『オーディンスフィア』でシナリオを書いたあと、シナリオの方法論などが見えるようになり、様々なことを試したいと考えていた矢先に本作のシナリオを執筆した。『オーディンスフィア』ではストーリー制作に半年以上かかったが、本作では2か月以内に書き上げられた。
開発期間は『オーディンスフィア』の影響により半年ほどしかなかったが、期間の短さから最小設計で最大効果を意識した企画に挑戦が可能となった。シナリオもすぐに用意でき、グラフィックやプログラムも当初の予定を前倒しして完成し、最後のデバッグを行った2007年1月から2月には逆にスタッフが暇を持て余しており、神谷はプロジェクトを最小化し過ぎたと考えて不安になったという。

### リマスター版
開発のきっかけの1つは、ヴァニラウェア開発の『十三機兵防衛圏』のメインプログラマーを務めた金山晃久である。金山は『グリムグリモア』があったからヴァニラウェアに入社したほど同作を好んでいたため、『十三機兵防衛圏』で頑張った金山への感謝と労いの意味を込めて日本一ソフトウェアに移植の話が入れられた。移植にあたり、日本一ソフトウェアから本作のIPをヴァニラウェアに譲渡する交渉も行われたが、それは実現しなかった。
開発期間は10か月ほど。